# 和知氏
和知氏（わちし）は、日本の氏族。

## 概要
和知氏は藤原北家秀郷流結城氏族であり、和知氏と同族である。和知姓の家紋としては丸に蔦柏などがある。
白河結城氏の重臣を経て、佐竹氏の家臣となる。
和知氏の事績については、『證古文書』に永正15年（1518年）、和知新兵衛が増見の福正寺に邑主の和知駿河守一慶の位牌が安置されたとの記録がある。また『新編国志』によれば、棟札に「和知主膳、同筑前、佐竹の臣なれどもとは白河家人である」と『白河関物語』に伝えている。いずれの時期に佐竹家臣に転じたか定かでないが、嘉吉の乱で幕府軍の五陣として派遣された一党として京都扶持衆の山入氏の武将佐竹義顕、石川彦三郎親元、高野出羽守と共に和知豊後入道の名も見え、早い時期から随身したか、協力関係にあったと考えられる。佐竹氏の陸奥国南郷支配に活躍した武将としても和知氏一門の名が見え、南郷の“う井”なる地に50貫を給された人物として和知雅楽助の名が見える。

## 系譜
和知氏は白河結城家の庶流であるため、本家たる白河結城家から度々和知氏に入嗣している。
結城義顕-朝綱（一時、和知姓を名乗る）-和知朝真

## 秋田藩士 和知氏
佐竹氏の出羽国秋田転封に動向した秋田藩士の和知氏は主に5家からなる。

### 和知相模守某
和知相模守は本姓藤原氏。元白河結城氏の族臣、即ち一門であり家臣たる家系であり、佐竹義宣に仕官するという。その子・弾正の代に秋田転封に随行し、代々平鹿郡横手に在住する。
```
系譜 和知某秀勝-◎和知弾正某-長兵衛某-勝賢-清方-蔵人清勝
```

### 和知某秀勝
和知某秀勝の家系は本姓を藤原氏とし、周防守または右馬助の受領名を名乗った。秀勝の代に秋田転封に随行し、仙北郡角館に居住した。
```
系譜 ◎和知相模守某-秀国-儀兵衛秀利
```

### 和知某清永
和知某清永の家系もまた白河族臣であり、白河結城氏没落後は流浪の末、出羽仙北郡角館に移住し、佐竹義宣の弟・蘆名義広に仕えた。清定の代に蘆名氏が断絶し、以後は佐竹北家に仕えたという。
```
系譜 ◎和知某清永-◎清定-清方-運七清秀
```

### 和知弾正某
和知弾正某の家系は白河結城氏家臣であり、弾正の子・長門の代に佐竹義宣に仕えるという。その子・数馬の代に秋田転封に随行し、雄勝郡湯沢に居住した。知行高は30石という。
```
系譜 ◎和知弾正某-長門某-数馬某-某又右衛門-某頼久-八郎頼金
```

### 和知太郎兵衛
和知太郎兵衛某は佐竹義宣の秋田転封に随行し、雄勝郡湯沢に居住したという。
```
系譜 ◎和知太郎兵衛某-某休次-孫右衛門休里
```

## 水戸藩士 和知氏
和知氏の一部は佐竹氏移封後、水戸徳川家に仕えた。文久3年（1863年）には幕末の水戸藩士・和知総次郎が攘夷宿願のため、長岡勢残党として長州藩士・伊藤博文と共に上洛した水戸浪士の一員として、薩摩藩邸に逃げ込んだとの記録もあり、また、慶応元年（1865年）6月18日には天狗党の乱で天狗党勢として戦った義民・和知亀之助が斬られている。
国立国会図書館蔵『茨城人物評伝』『常陽人物寸観』に旧水戸藩士の和知忠順についての記述、茨城県立石岡第一高等学校に同名の人物について記述がある。
水戸市の吉田神社の石碑碑文（昭和17年2月11日）に和知忠禮の名、
戦前、水戸市で設立された白牙会の特別展が茨城県つくば美術館で開かれた時の記事に、和知忠恒の名、
昭和39年4月2日の衆議院会議録に水戸市議会議長和知忠雄の名があり、いずれも、水戸市に関係し、忠の通字がある。　　　　　　　　　　　　　

## 和地氏
和地氏は和知姓と同族にあたる。茨城県内では、久慈郡大子町左貫および槙野地、那珂郡那珂町、ひたちなか市に分布する。『吉成正俊文書』によると、「常陸居住士、五十石、和地助十郎・大子村土着」とあるほか、『新編常陸国誌』によれば「和知。棟札に和知主膳・同筑前あり。この比は佐竹の臣なれど、もとは白河の臣と見ゆ。白河の家人に和知氏あること。白河関物語に見えたり」とあるが、茂木和平らによれば、『新編常陸国誌』に記す和知氏は、大子の和地氏のことを指すという。